# Paludinella conica
Paludinella conica é uma espécie de gastrópode  da família Hydrobiidae.
Pode ser encontrada nos seguintes países: Guam e Marianas Setentrionais.